# Baltonotella
Baltonotella is een geslacht van uitgestorven kreeftachtigen uit de klasse van de Ostracoda (mosselkreeftjes).

## Soorten
- Baltonotella bohemica (Schmidt, 1941) Sidaravichiene, 1992 †
- Baltonotella circulantis (Harris, 1957) Williams & Vannier, 1995 †
- Baltonotella elegans (Harris, 1957) Williams & Vannier, 1993 †
- Baltonotella elliptica (Kummerow, 1924) Sidaravichie, 1992 †
- Baltonotella kiesowii (Steusloff, 1894) Sarv, 1962 †
- Baltonotella kuckersiana (Bonnema, 1909) Sarv, 1959 †
- Baltonotella mistica Sidaravichiene, 1992 †
- Baltonotella ovalis (Harris, 1957) Williams & Vannier, 1995 †
- Baltonotella parsispinosa (Kraft, 1962) Williams & Vannier, 1995 †
- Baltonotella sarvi Berdan, 1988 †
- Baltonotella semenformis Sidaravichiene, 1992 †